# سالول بصاق
السَّالول البَصَّاق هو نوع من السالوليات. الخنفساء البالغة بنية اللون وغير واضحة وتعيش اليرقات في التربة وتعرف بالديدان السلكية. وهي آفات زراعية تلتهم الجذور والأجزاء الجوفية للعديد من المحاصيل والنباتات الأخر.